# 砂田慎治
砂田 慎治（すなだ しんじ、別表記：砂田 愼治、1946年または1947年 - ）は、日本の地方公務員。川崎市総務局長、同市副市長、川崎フロンターレ顧問を歴任。瑞宝中綬章受章。

## 人物・経歴
1969年 川崎市役所に入庁し、2001年 (平成13年) 秘書部長、2003年4月 奥川欽一の後任として総務局長、2006年1月 同職を曽禰純一郎と交代し東山芳孝の後任として前年に再選した阿部孝夫市長から助役 (後に副市長) に任命された。2010年1月 副市長を再任。同年4月 地方公務員共済組合連合会理事、2014年1月 前年に当選した福田紀彦市長から副市長を再任 (3期目) された。2016年3月 総務局長の伊藤弘を後任に副市長退任。退任の議会あいさつでは「前進できたと思える仕事がある一方、力不足でできなかったこともある。ただ、どんな仕事をする時も市民にとってプラスか否かを必ず物差しにしてきたことだけは自信を持って言える」と語った。
退任後、川崎信用金庫監事、川崎フロンターレ顧問。

## 栄典
2017年4月 平成29年春の叙勲で地方自治功労により瑞宝中綬章を受章。